# Shadow the Hedgehog (gra komputerowa)
Shadow the Hedgehog – komputerowa gra zręcznościowa z serii Sonic the Hedgehog wyprodukowana i wydana przez Segę 15 listopada 2005 roku na platformach PlayStation 2, GameCube oraz Xbox.

## Rozgrywka
Jeż Sonic, bohater całej serii, w tej pozycji gra rolę poboczną – głównym bohaterem tej gry jest czarny jeż Shadow, który pochodził z gry Sonic Heroes, z której po wydarzeniach odłączył się od Team Dark, ponieważ zadebiutował w Sonic Adventure 2, pełniąc rolę czarnego charakteru. W tej odsłonie będzie musiał sprostać problemom tożsamości i zmierzyć się ze swoją przeszłością. Żeby odblokować i uzyskać dostęp do Last Story, istnieje tylko jedno kanoniczne zakończenie gry na 100%, lecz można ją ukończyć na 10 różnych sposobów i dostać pod koniec każdego zadania w Ameryce ocenę od najgorszej (E) do najlepszej (A) (tak jak to można uczynić w Sonic Adventure 2 oraz w Sonic Heroes).